# جمعية حقوق الإنسان أولا
جمعية حقوق الإنسان أولًا هي منظمة غير حكومية وغير ربحية. تسعى إلى رفع مستوى حقوق الإنسان في السعودية. وهي المجموعة الوحيدة في المستقلة في السعودية التي تراقب حقوق الإنسان.